# سونغ جيالي
سونغ جيالي (بالصينية: 宋嘉蕾) مواليد 25 يناير 1995، هي لاعبة كرة يد صينية تلعب كحارس مرمى. مثلت منتخب الصين لكرة اليد للسيدات.

## سجل المنافسة
شاركت في البطولات التالية:
- بطولة العالم لكرة اليد للسيدات 2015